# Мельник Олександр Антонович
Олександр Антонович Мельник  — молдавський радянський державний і комуністичний діяч, секретар ЦК КП(б) Молдавії, заступник голови Ради міністрів Молдавської РСР. Депутат Верховної Ради Молдавської РСР. 

## Життєпис
Член ВКП(б).
2 квітня 1951 — 18 вересня 1952 року — секретар ЦК КП(б) Молдавії.
11 грудня 1952 — 21 вересня 1954 року — заступник голови Ради міністрів Молдавської РСР.
На 1955—1958 роки — 1-й секретар Дрокіївського районного комітету КП Молдавії.
Подальша доля невідома.